# Sagit (ciclismo)
La Sagit è stata una squadra maschile italiana di ciclismo su strada, attiva nel professionismo nel 1969 e 1970.
Sponsorizzata da Sagit (acronimo di "Sala Giuseppe Tregasio"), azienda di confezioni di Triuggio, nella sua breve storia la squadra colse come vittoria principale la sesta tappa del Giro d'Italia 1969, con Franco Cortinovis, sul traguardo di Viterbo.

## Cronistoria

### Annuario
| Anno | Codice | Nome  | Cat. | Biciclette  | Dirigenza                                      |
| ---- | ------ | ----- | ---- | ----------- | ---------------------------------------------- |
| 1969 | -      | Sagit | Pro  | Cicli Gamba | Dir. sportivi: Pierino Baffi, Lodovico Lissoni |
| 1970 | -      | Sagit | Pro  | Cicli Gamba | Dir. sportivi: Lodovico Lissoni                |

## Palmarès

### Grandi Giri
- Giro d'Italia

Partecipazioni: 2 (1969, 1970) 
Vittorie di tappa: 1
1969: 1 (Franco Cortinovis)
Vittorie finali: 0
Altre classifiche: 0
- Tour de France

Partecipazioni: 0
- Vuelta a España

Partecipazioni: 0

## Organico

### Rosa 1969
|  | Naz.              |  | Sportivo            |  |  |  |
|  | ----------------- |  | ------------------- |  |  |  |
|  | Italia (bandiera) |  | Aldo Balasso        |  |  |  |
|  | Italia (bandiera) |  | Giovanni Bettinelli |  |  |  |
|  | Italia (bandiera) |  | Lorenzo Carminati   |  |  |  |
|  | Italia (bandiera) |  | Antonio Carniel     |  |  |  |
|  | Italia (bandiera) |  | Franco Cortinovis   |  |  |  |
|  | Italia (bandiera) |  | Ernesto Donghi      |  |  |  |
|  | Italia (bandiera) |  | Gabriele Gazzetta   |  |  |  |
|  | Italia (bandiera) |  | Virginio Levati     |  |  |  |
|  | Italia (bandiera) |  | Oliviero Morotti    |  |  |  |
|  | Italia (bandiera) |  | Wladimiro Palazzi   |  |  |  |
|  | Italia (bandiera) |  | Franco Vanzin       |  |  |  |

### Rosa 1970
|  | Naz.              |  | Sportivo            |  |  |  |
|  | ----------------- |  | ------------------- |  |  |  |
|  | Italia (bandiera) |  | Aldo Balasso        |  |  |  |
|  | Italia (bandiera) |  | Giovanni Bettinelli |  |  |  |
|  | Italia (bandiera) |  | Luigi Borghetti     |  |  |  |
|  | Italia (bandiera) |  | Ernesto Donghi      |  |  |  |
|  | Italia (bandiera) |  | Giuseppe Fantini    |  |  |  |
|  | Italia (bandiera) |  | Giorgio Favaro      |  |  |  |
|  | Italia (bandiera) |  | Renato Laghi        |  |  |  |
|  | Italia (bandiera) |  | Virginio Levati     |  |  |  |
|  | Italia (bandiera) |  | Oliviero Morotti    |  |  |  |
|  | Italia (bandiera) |  | Wladimiro Palazzi   |  |  |  |
|  | Italia (bandiera) |  | Felice Salina       |  |  |  |
|  | Italia (bandiera) |  | Roberto Sorlini     |  |  |  |
|  | Italia (bandiera) |  | Franco Vanzin       |  |  |  |